# Ángel Edo
Pour les articles homonymes, voir Edo.
Edo  Alsina est un nom espagnol. Le premier nom de famille, en général paternel, est Edo ; le second, en général maternel, souvent omis, est Alsina.
Ángel Edo Alsina, né le 4 août 1970 à Gavà (en Catalogne), est un coureur cycliste espagnol.

## Biographie
Il commence sa carrière professionnelle en août 1992 dans l'équipe Kelme. Ángel Edo est un sprinteur qui a remporté de nombreux succès dont deux étapes du Tour d'Italie.
En 1998, il est déclaré inapte au départ de Milan-San Remo en raison d'un taux de globules rouges dans le sang (hématocrite) supérieur à 50 %.

## Palmarès

### Palmarès amateur
- 1989
  - 3e de la Cursa Ciclista del Llobregat

- 1991
  - Champion de Catalogne sur route[2]
  - 1re étape du Trophée Castille-et-León
  - Clásica de Alcobendas
  - Trofeu Joan Escolà
  - San Saturio Saria

- 1992
  - 1re étape du Tour de Bavière
  - 4e étape du Grand Prix François-Faber
  - 7ea étape de l'Olympia's Tour

### Palmarès professionnel
- 1992
  - GP Llodio
  - 3e du Trophée Castille-et-León

- 1993
  - 4e étape du Trophée Castille-et-León
  - 2e du GP Llodio
  - 2e de la Clásica de Alcobendas
  - 3e du Trofeo Alcudia
  - 3e du Trofeo Soller
  - 3e de la Clásica de Sabiñánigo

- 1994
  - Trofeo Masferrer
  - Trofeo Soller
  - 1re étape du Tour d'Andalousie
  - 1re étape de la Semaine catalane
  - 2e du championnat d'Espagne sur route
  - 3e du Trofeo Alcudia
  - 7e de Milan-San Remo
  - 9e de la Classique de Saint-Sébastien

- 1995
  - 2e du Trofeo Alcudia
  - 3e du Trofeo Calvia
  - 3e du Challenge de Majorque

- 1996
  - 4e étape du Tour d'Italie
  - 2e du Trofeo Mallorca
  - 3e du Circuit de Getxo

- 1997
  - 5e étape du Tour du Chili
  - 2e du Circuit de Getxo
  - 2e de la Clásica de Alcobendas

- 1998
  - 2e étape du Tour d'Italie
  - Gran Premio Internacional Mitsubishi MR Cortez :
    - Classement général
    - 3e étape

- 1999
  - 3e de la Clásica de Almería

- 2000
  - 1re et 3e étapes du Tour de l'Algarve
  - 3e et 6e étapes du Tour des Asturies
  - 5e étape du Tour de l'Alentejo
  - 4ea étape du Grand Prix Abimota
  - 3ea étape du Trophée Joaquim-Agostinho
  - 3e et 4e étapes du Tour du Portugal
  - 2e et 3e étapes du Grand Prix R.L.V.T.
  - Grand Prix International CTT Correios de Portugal :
    - Classement général
    - 1re et 3e étapes

  - Grande Prémio Crédito Agrícola de la Costa Azul :
    - Classement général
    - 3e étape

  - 3e du championnat d'Espagne sur route
  - 3e du Tour de l'Alentejo

- 2001
  - 1re et 3e étapes du Gran Premio Mosqueteiros - Rota do Marquês
  - 1re étape de la Semaine catalane
  - 3e étape du Gran Premio Internacional Mitsubishi MR Cortez
  - 1re, 2e et 5e étapes du Grand Prix Jornal de Noticias
  - 1re étape du Grande Prémio do Minho
  - 2e étape du Tour du Portugal
  - 2e du Gran Premio Internacional Mitsubishi MR Cortez

- 2002
  - 4e étape du Tour de Murcie
  - 2e et 5e étapes du Tour de Castille-et-León
  - 2e et 4e étapes du Tour de l'Alentejo
  - 2e et 12e étapes du Tour du Portugal
  - Grand Prix International CTT Correios de Portugal :
    - Classement général
    - 1re étape

- 2003
  - 1re et 2e étapes du Tour de l'Algarve
  - 1re et 3e étapes du Gran Premio Mosqueteiros - Rota do Marquês
  - 3e et 4e étapes du Gran Premio Internacional Mitsubishi MR Cortez
  - 5e étape du Tour des Asturies
  - 10e étape du Tour du Portugal
  - 2e du Gran Premio Internacional Mitsubishi MR Cortez

- 2004
  - 5e étape de la Semaine catalane
  - Gran Premio Internacional Mitsubishi MR Cortez :
    - Classement général
    - 1re étape

  - 2e étape du Trophée Joaquim-Agostinho
  - 2e du Grand Prix International CTT Correios de Portugal

- 2006
  - 1re étape du Tour de Castille-et-León

## Résultats sur les grands tours

### Tour de France
2 participations
- 1994 : 96e
- 1995 : hors délais (10e étape)

### Tour d'Italie
3 participations
- 1996 : hors délais (13e étape), vainqueur de la 4e étape
- 1998 : hors délais (17e étape), vainqueur de la 2e étape
- 1999 : 79e

### Tour d'Espagne
9 participations
- 1993 : 73e
- 1994 : abandon (17e étape)
- 1996 : 85e
- 1997 : abandon (17e étape)
- 1998 : 76e
- 1999 : 95e
- 2001 : 77e
- 2002 : 60e
- 2003 : 70e